# Mike Thompson
Charles Michael "Mike" Thompson (St. Helena, 24 januari 1951) is een Amerikaans politicus van de Democratische Partij. 
Van 1990 tot 1998 zetelde Mike Thompson in de Senaat van Californië als vertegenwoordiger van het 2e senaatsdistrict. Van 1999 tot 2013 vertegenwoordigde Thompson het 1e congresdistrict van Californië in het Huis van Afgevaardigden, een district dat de North Coast omvatte. Sinds 3 januari 2013 vertegenwoordigt Thompson het 5e district, dat Napa County en andere delen in de Californische wijnstreek omvat.
Mike Thompson is lid van de Blue Dog Coalition, een groep gematigde, ietwat conservatieve Democratische congresleden, en is een voormalig lid van de New Democrat Coalition, een gematigd Democratische groepering. Thompson is rooms-katholiek maar is wel een voorstander van het recht op abortus (pro-choice). Thompson geniet bovendien de steun van allerlei organisaties voor natuurbehoud, bescherming van het milieu en dierenrechten. Hij haalt een zeer goede score voor natuurbehoud volgens de betrokken organisaties. Thompson is evenwel een fervent jager en visser en geniet de steun van de jagerslobby Safari Club International.

## Persoonlijk leven
Thompson studeerde aan de California State University in Chico, vocht in de Vietnamoorlog, en bezat een eigen wijngaard. Thompson is ook hoogleraar bestuurskunde geweest aan de San Francisco State University en de California State University in Chico.
Mike Thompson is gehuwd en heeft twee kinderen.